# Adelaide (Sud-àfrica)
Adelaide és una ciutat i una àrea rural de la província del Cap Oriental de Sud-àfrica. Adelaide és a prop de la serralada Great Winterberg.

## Història

### Abans de l'arribada europea
La zona moderna d'Adelaide va estar habitada per primera vegada per boiximans (estimada entre 1530 i 1760), però a finals del segle xviii i XIX van arribar colons xoses i blancs. Els boiximans van ser desplaçats i ja no es troben a la zona.

### Adelaide colonial
Els orígens d'Adelaide es remunten al 1835 quan un oficial britànic anomenat capità Alexander Boswell Armstrong (1787-1862) va establir un campament militar que va anomenar "Fort Adelaide" després de Adelaida de Saxònia-Meiningen, esposa del rei Guillem IV. Malgrat els colons anglesos anteriors, que formaven part dels 1820 colons, més tard un gran nombre tant d'escocesos com d'afrikàners aviat van emigrar aquí. Els escocesos també van ser els primers a erigir una església a la zona.

## Adelaide moderna
Adelaide és un important centre per a la ramaderia de llana i ovelles. La carn de vedella, d'ovella, de cérvol i els cítrics també són productes importants. L'escorxador especialitzat per a la carn de cérvol (carn de caça de granges) que opera a la ciutat central proporciona ocupació molt necessària als residents locals.
Aproximadament 2.300 dels llunyans descendents de San-boiximans, els coloured occidentalitzats, resideixen al municipi de Bezuidenhoutville a 3 km de la ciutat central i representen el 19% dels habitants d'Adelaide. Lingelethu és el municipi africà negre més gran d'Adelaide, amb un cens superior als 6.000 i una proporció de població del 77% de la superfície municipal.